# Польша — 1863 год
Польша — Год 1863 (пол. Polonia — Rok 1863) или Закованная Польша (пол. Zakuwana Polska) — ранняя и незаконченная картина польского художника Яна Матейко. Была создана в 1864 году в ответ на пережитое в ходе январского восстания, ныне находится в музее Чарторыйских в Кракове.

## История
Художник не нашёл возможности выставить работу на всеобщее обозрение и, опасаясь репрессий и опасаясь за безопасность себя и своей семьи, спрятал её за печкой в своем доме. Там он оставался спрятанным несколько лет, а затем попал в руки семьи Чарторыйских.

## Сюжет
Польша изображена в виде молодой женщины в наручниках в чёрном платье с порванными плечами, слева от неё изображена Рутения в виде женщины с оторванным белым платьем, а Литва в виде полуобнажённой женщины, лежащей в луже крови слева внизу. На произведении изображены касающийся Литвы саблей и подавивший восстание в Литве Михаил Муравьев и подавивший восстание в Царстве Польском генерал Фёдор Берг.
В центре фона находится манифест, провозглашающий начало Январского восстания, под гербом Царства Польского, наложенным на герб Российской Империи. Общая сцена происходит в осквернённой церкви, полной русских воинов, наряжающихся в богослужебные одежды и пьющих вино из чаш. На полу надгробие, символизирующее предков поляков, а справа группа солдат наблюдает за толпой, в том числе раненый повстанец и монах-капуцин (вероятно, поляки, ожидающие ссылки в Сибирь). На правом фоне штык другого солдата протыкает распятие на стене. Стоящая в правом углу еврейская семья ждёт исхода.